# Gaoyanga
Gaoyanga (ou Gaoyang, Gaoyan, Gaouyanga) est une localité du Cameroun située dans la commune de Guéré, le département du Mayo-Danay et la Région de l'Extrême-Nord, à proximité de la frontière avec le Tchad.

## Population
En 1967 la localité comptait 746 habitants, principalement des Massa. À cette date, un marché hebdomadaire s'y tenait le jeudi.
Lors du recensement de 2005, on y a dénombré 1 583 personnes.